# Казацкое (Белгород-Днестровский район)
Каза́цкое (укр. Козацьке) — село в Белгород-Днестровском районе Одесской области Украины.

## География
Расположено в 5 км к югу от границы с Молдавией. В 4 км к востоку от Казацкого находится Днестровский лиман. Ближайшие населённые пункты: сёла Удобное, Красная Коса, Староказачье.
Расстояние до районного центра (физическое) составляет 28 км, до областного центра: физическое — 53 км, по автодорогам — 82 км.

## История
В 1945 г. Указом ПВС УССР село Гуророша переименовано в Казацкое.

## Уроженцы
- Даниил Абрамович Шехтер (1904—1991) — молдавский писатель.